# Canton (Dakota del Sud)
Canton è una città e capoluogo della contea di Lincoln, Dakota del Sud, Stati Uniti. Canton si trova a 20 minuti a sud di Sioux Falls nel sud-est del Dakota del Sud. Canton è situata sulle dolci colline della Sioux Valley e offre numerose attività ricreative con il fiume Big Sioux che si affaccia sul lato orientale, il Newton Hills State Park a sud e il lago Alvin a nord. Il nome della città le fu dato dal colono ed ex legislatore norvegese James M. Wahl. Secondo una stima del 2016, la popolazione era di 3 386 abitanti.
Come piccola comunità in crescita, nel 2004 e nel 2011 la città di Canton ha vinto il "South Dakota Community of the Year Award". La città di Canton è sede anche del Canton Industrial Park, il primo Certified Ready Site del Dakota del Sud.

## Geografia fisica
Secondo lo United States Census Bureau, ha un'area totale di 3,22 mi² (8,34 km²).

## Storia
Il primo visitatore conosciuto dell'area fu Lewis P. Hyde, che per primo entrò nell'area nel 1866. Il primo vero colono fu August Linderman. Nel 1868, c'erano 35 persone che vivevano nella contea di Lincoln. I residenti chiamarono la comunità "Canton", ritenendo che la posizione fosse esattamente l'opposto di Canton, in Cina. Nell'estate dello stesso anno, una carovana di 180 coloni norvegesi attraversò il fiume Big Sioux per stabilirsi a Canton. Nel 1880, la Chicago, Milwaukee, St. Paul and Pacific Railroad attraversò il fiume Big Sioux per raggiungere Canton. La città ha ancora un servizio di trasporto merci ferroviario attivo. La città ha molte case e edifici storici risalenti alla fine degli anni 1800. Alcuni siti degni di nota sono The Kennedy Mansion su Dakota Street, così come l'Historical Society House costruita nel 1886. Il Lincoln County Courthouse fu costruito nel 1889 e la Canton Lutheran Church fu costruita nel 1908.

## Società

### Evoluzione demografica
Secondo il censimento del 2010, la popolazione era di 3 057 abitanti.

### Etnie e minoranze straniere
Secondo il censimento del 2010, la composizione etnica della città era formata dal 95,8% di bianchi, lo 0,3% di afroamericani, l'1,3% di nativi americani, lo 0,8% di asiatici, lo 0,0% di oceanici, lo 0,2% di altre razze, e l'1,6% di due o più etnie. Ispanici o latinos di qualunque razza erano l'1,7% della popolazione.